# Curt Källman
Curt Källman, född 1 februari 1938 i Stockholm, död 18 december 2010, var  en svensk konstnär.
Källman studerade vid Gerlesborgsskolan 1963–1964 och vid Konstakademin i Stockholm 1964–1969.
Källman grundade Vedic Art i Bosjökloster 1988. Vedic Art var enligt Källman en metod för konstnärer att få kontakt med de egna kreativa krafterna. Han fortsatte under mer än 20 år att undervisa i och utveckla Vedic Art med ett omfattande kursprogram. Sommarkurserna på Öland lockar fotfarande hundratals människor från hela världen.
I Sverige har han haft större utställningar i Stockholm, Göteborg, Kungälv, Malmö och Lund. Utställningar utomlands har bland annat varit i Oslo, London, Genève, Aschaffenburg samt i Chicago, Fairfield (Iowa), Los Angeles och New York.